# Amos Eaton
Amos Eaton (Concord, New York, 17. svibnja 1776. - Troy, New York 10. svibnja 1849.) je bio američki znanstvenik i prosvjetitelj.
U botaničkim referencijama ga se navodi pod kraticom Eaton.

## Životopis
Pohađao je koledž Williams. 1799. je maturirao. Studirao je pravo u New Yorku i prišao je državnoj odvjetničkoj komori 1802. godine. Prakticirao je pravo u Catskillu do 1810. godine. 1810. je godine pritvoren zbog optužbe za krivotvorenje. Skoro je pet godina proveo u zatvoru. Ondje je studirao botaniku i geologiju te bio starateljem sinovima vijeća zatvorskih upravitelja. Jedan od učenika bio mu je John Torrey, poslije istaknuti botaničar. Kad je pušten, proveo je godinu na koledžu Yale gdje je studirao botaniku, kemiju i mineralogiju kod Benjamina Sillimana i Elija Ivesa. Poslije toga vratio se u koledž Williams, gdje je podučavao zoologiju, botaniku i geologiju te objavio botanički rječnik. 1817. je godine objavio Manual of Botany for the Northern States (Botanički priručnik za Sjeverne države), prvi koji je sveobuhvatno obradio floru tih krajeva. Djelo je tiskano u čak osam izdanja.

## Eatonovi učenici
- James Dwight Dana — geolog i zoolog
- James Eights — istraživač Antarktike
- Asa Gray — botaničar
- James Hall — prvi geolog države New York
- Joseph Henry — radovi u svezi s elektromagnetizmom
- Douglass Houghton — liječnik, kemičar, geolog
- John Leonard Riddell — botaničar, geolog i pisac
- John Torrey — botaničar

## Vanjske poveznice
- (eng.) "The Amos Eaton Exhibit-Biography"  Arhivirana inačica izvorne stranice od 14. svibnja 2005. (Wayback Machine)
- Virtualna normativna međunarodna datoteka:15547874